# Nimbus contaminatus
Nimbus contaminatus är en skalbaggsart som beskrevs av Herbst 1783. Nimbus contaminatus ingår i släktet Nimbus och familjen Aphodiidae. Inga underarter finns listade i Catalogue of Life.

## Bildgalleri

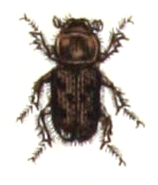